# Pinelands Trail
Le Pinelands Trail est un sentier d'interprétation du parc national des Everglades, un parc national américain qui protège une partie des Everglades, dans le sud de la Floride. En forme de boucle, il démarre et débouche sur la route principale reliant Florida City à Flamingo en traversant le parc.

## Description
Ce sentier est une boucle de 650 m. Il traverse une forêt de pins, palmiers nains et de bosquets de fleurs sauvages.
Il se situe à 11km de l'entrée principale du parc.